# 许芬根
许芬根是德国巴登-符腾堡州的一个市镇。总面积58.53平方公里，总人口7656人，其中男性3839人，女性3817人（2011年12月31日），人口密度131人/平方公里。

## 友好城市
- 法國 奥尔南